# Bachtiarimatta

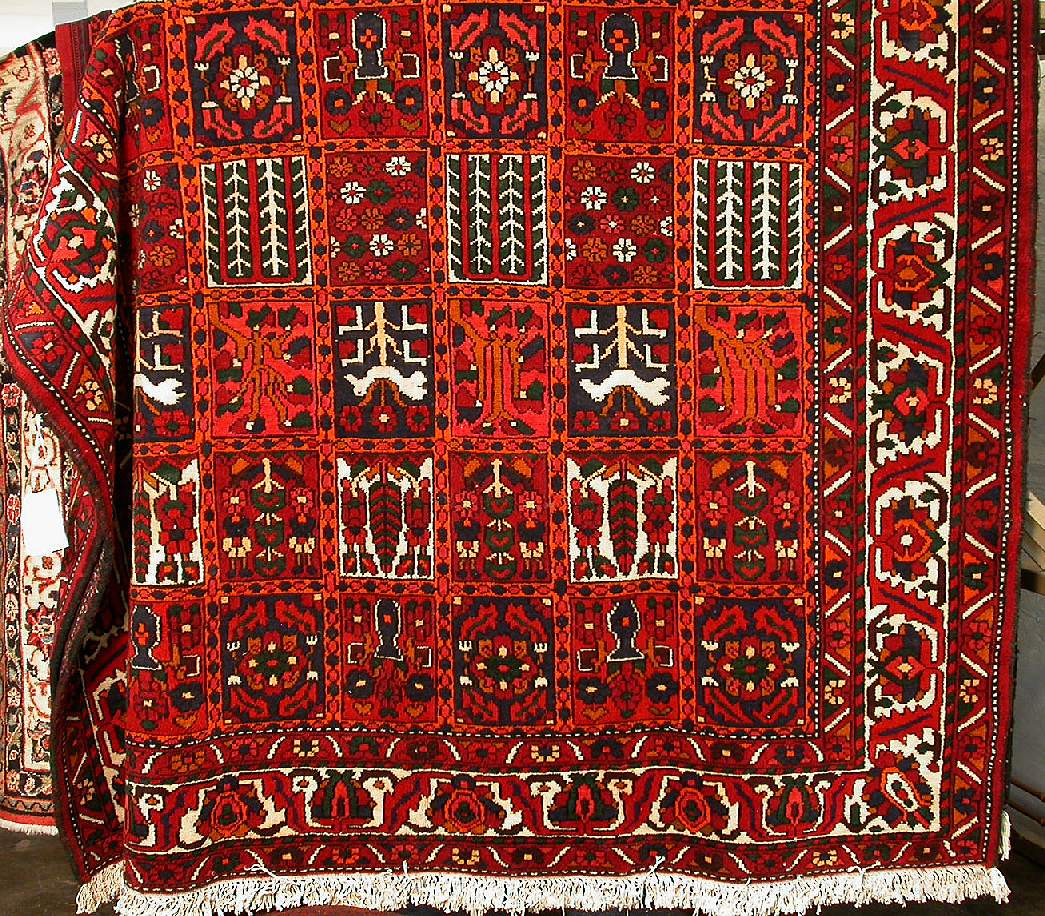
Bachtiarimatta

Bachtiarimattor, handknutna mattor tillverkade av Bachtiarinomaderna och deras bofasta efterföljare. Mattorna tillverkas av slitstark ull och är som regel mycket hårt slagna vilket gör dem mycket tjocka och solida. De anses tillhöra de slitstarkaste av de persiska mattorna. De bästa Bachtiarimattorna med den tätaste knytningen kallas ibland Bibibaff. Ordet baff betyder knut och bibi är benämningen på stammens eller familjens högst aktade kvinna som samtidigt är den duktigaste av mattknyterskorna.